# 6316 Mendez
6316 Mendez este o planetă minoră (asteroid) din centura de asteroizi. A fost descoperită pe 9 octombrie 1990 la Observatorul Siding Spring de Robert H. McNaught și a fost numită după Mariano Méndez⁠(d). 
Obiectul prezintă o orbită caracterizată de o semiaxă mare de 2,1697723 UAi, o excentricitate de 0,18, o înclinație de 3,7005 ° în raport cu ecliptica.